# Tiphaine Duquesne
Tiphaine Duquesne (Etterbeek, 22 augustus 1996) is een Belgisch hockeyster.

## Levensloop
Duquesne begon met hockey op haar vijfde bij Linkebeek HC en op haar tiende verhuisde ze naar Waterloo Ducks. In 2013 stapte zo over naar Royal Wellington, maar in 2019 keerde ze terug naar Waterloo Ducks Vanaf 2021 verdedigde ze de kleuren van Royal Antwerp en sinds 2023 is ze opnieuw aan de slag bij Wellington.
Daarnaast is ze actief in het Belgisch hockeyteam. Ze debuteerde bij de Red Panthers in 2014 en nam onder meer deel aan het Europees kampioenschap van 2021.
Haar zussen Juliette en Ophélie zijn eveneens actief in het hockey. 